# 脇方站

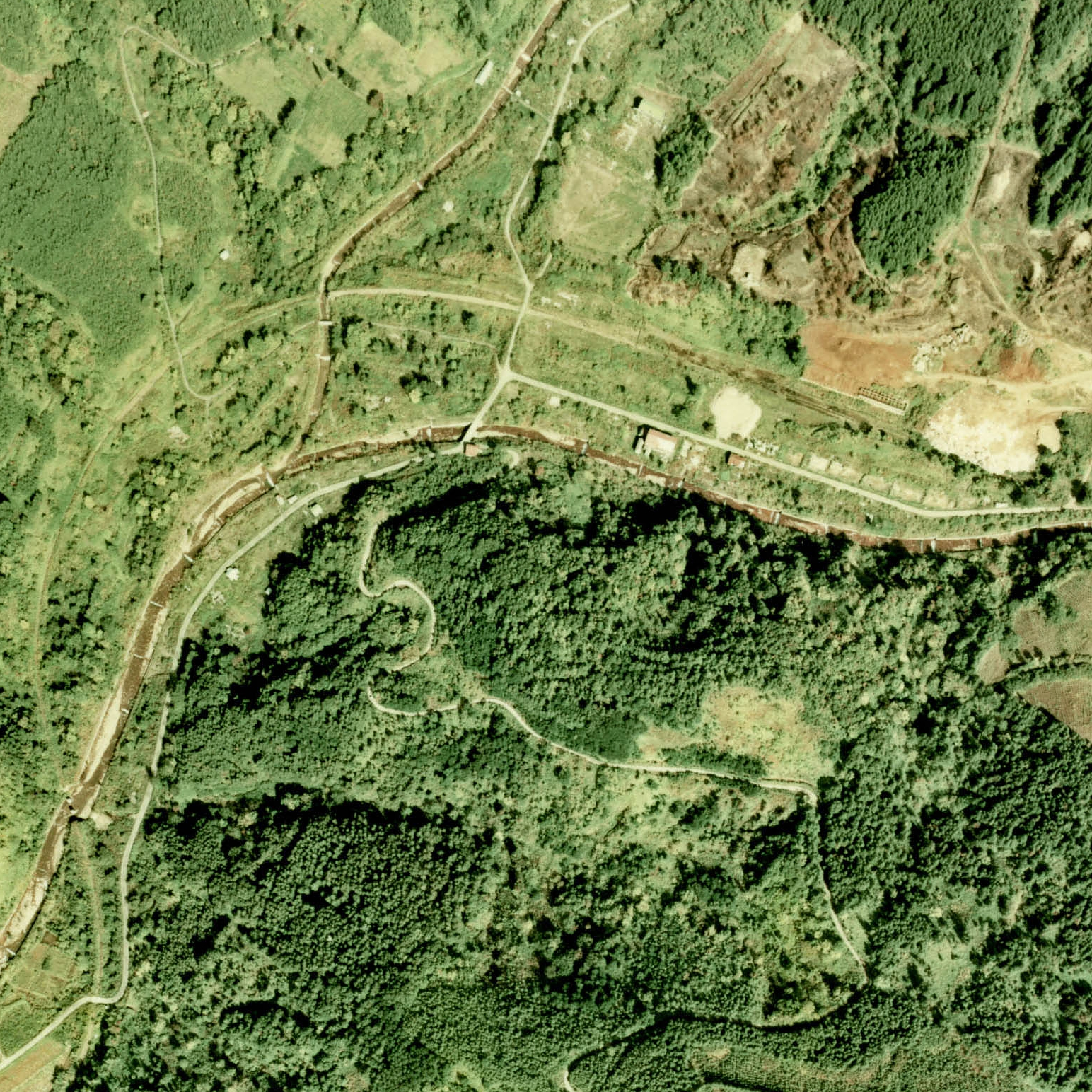
1976年的脇方站遺址與方圓約1公里範圍。左下方是京極方向。車站位於圖中中央靠右上方位置。圖中是廢線6年後的情況，仍然可看見明顯的路軌遺蹟。

脇方站（日语：／ Wakikata eki */?）是位於北海道虻田郡京極町字三崎，日本國有鐵道的膽振線支線車站（廢站）。隨著脇方礦山關閉，車站在1970年（昭和45年）11月1日廢除。

## 歷史
國有鐵道京極輕便線當初建設此終點站。建設車站是為了運送來自俱知安礦山出產的鐵礦。但是隨著俱知安礦山關閉，車站使用量（客運和貨運）激減，最後於1970年（昭和45年）廢站。
- 1920年（大正9年）7月15日 - 京極輕便線京極至此站之間開通，此站啟用[1]。當時為一般車站[1]。
- 1922年（大正11年）9月2日 - 路線改名為京極線。
- 1948年（昭和23年）5月16日 - 脇方發生大火。使車站大樓、機車庫和官舍等被燒毀[2]。
- 1949年（昭和24年）2月 - 車站大樓等新建築物竣工[2]。
- 1969年（昭和44年）10月31日 - 俱知安礦山關閉[3]。
- 1970年（昭和45年）11月1日 - 車站廢除[1]。

## 車站周邊與現況
車站附近為道道784號黑橋京極線的起點處。車站附近變回北海道開拓前的姿態。
- 北海道道784號黑橋京極線

## 相鄰車站
日本國有鐵道
膽振線（脇方支線）
京極－脇方

## 注腳
1. 1 2 3 4 5  石野哲（編）. . JTB. 1998: 860. ISBN 978-4-533-02980-6 （日语）.
2. 1 2  京極町史 昭和52年3月發行 P828。
3. ↑  日鐵礦業40年史 昭和54年11月發行 P288-289 與年表。

## 外部連結
- 日鐵俱知安礦山蹟 （页面存档备份，存于） - 北海道文化資源資料庫（2006年版 / 2015年9月2日參閲）